# Amjad Khan Afridi
Amjad Khan Afridi (em urdu:  امجد خان آفریدی‎) é um político paquistanês oriundo do distrito de Kohat. Ele serviu como membro da 10ª Assembleia Khyber Pakhtunkhwa. Ele é conhecido como uma das personalidades mais influentes do KPK. Ele é o único político de Kohat eleito para a Assembleia Provincial KPK por um recorde de 3 vezes consecutivas. O seu filho Babar Azeem também é político e nas eleições para o governo local de 2015 foi candidato a prefeito de Kohat.